# Stazione di Podgorica
La stazione di Podgorica (Подгорица) è la stazione principale della città di Podgorica in Montenegro, che fa da capolinea alla linea Nikšić-Podgorica ed è il centro nevralgico della linea Belgrado-Antivari.

## Dati ferroviari
La stazione presenta tre binari utilizzati per il servizio viaggiatori e sei utilizzati per i treni merci.

## Movimento passeggeri e ferroviario
Nella stazione fermano tutti i treni. Il movimento passeggeri è buono in tutte le ore del giorno.

## Servizi
La stazione dispone di:
- Biglietteria
- Servizi igienici